# Пам'ятник жертвам тероризму (Київ)
Пам'ятник жертвам тероризму, або Пам'ятник жертвам теракту 11 вересня 2001 року — монумент в Києві, встановлений в пам'ять про жертв терористичного акту 11 вересня 2001 року. Розташований в Печерському районі на Кловській площі, на розі вулиць Мечникова, Леоніда Первомайського та Печерського узвозу.
Автори пам’ятника – скульптор Михайло Рева та архітектор Валерій Рубштейн.

## Історія
Встановлений у 2005 році за розпорядженням міського голови Києва. Ініціаторами створення пам’ятника виступили міжконфесійна асоціація «Крок до єдності» та Всеукраїнський єврейський конгрес.
Відкриття відбулось 11 вересня 2005 року, до четвертої річниці трагедії. На відкритті були присутні тодішній Президент України Віктор Ющенко, колишній мер Нью-Йорка Рудольф Джуліані (1994 — 2001) та губернатор штату Колорадо Білл Оуенс.

## Опис
Пам’ятник виконаний у вигляді чавунного 7-метрового серця, розколотого навпіл, між частинами якого встановлено найбільший у світі камертон, що символізує заклик до чуйності й небайдужості. На одній з половинок сімдесятьма мовами написана фраза «Не убий». Інша сторона, гладка, нагадує про історію і про жертви тероризму.
Під фундамент монумента закладена капсула з попелом з місця руїн Всесвітнього торгового центру.